# Orleans (Nowy Jork)
Orleans – miasto w Stanach Zjednoczonych, w stanie Nowy Jork, w hrabstwie Jefferson.